# مارتا بالدو
مارتا بالدو مارين (بالإسبانية: Marta Baldó Marín، ولدت في 8 أبريل 1979، فايلاجويوسا، أليكانتي، إسبانيا) لاعبة جمباز إيقاعي إسبانية.
هي إحدى أعضاء مجموعة الفتيات الذهبيات التي حصلن على الميدالية الذهبية في دورة الألعاب الأولمبية الصيفية عام 1996 في أتلانتا، كما حازت على ميداليتين ذهبيتين في بطولات العالم للجمباز الإيقاعي.

## إنجازاتها

### الألعاب الأولمبية الصيفية
- 1996 أتلانتا  الولايات المتحدة:  ميدالية ذهبية في مسابقة الفرق (Group All-around).

### بطولة العالم للجمباز الإيقاعي
- 1994 باريس  فرنسا:  ميدالية فضية في مسابقة الفرق (Team All-around).
- 1994 باريس  فرنسا:  ميدالية برونزية في فئة 6 حبال (Groups 6 Ropes).
- 1994 باريس  فرنسا:  ميدالية برونزية في فئة 4 أطواق + 2 شاخص (Groups 4 Hoops + 2 Clubs).
- 1995 فيينا  النمسا:  ميدالية فضية في مسابقة الفرق (Team All-around).
- 1995 فيينا  النمسا:  ميدالية فضية في فئة 5 أطواق (Groups 5 Hoops).
- 1995 فيينا  النمسا:  ميدالية ذهبية في فئة 3 كرات + شريطيْن (Groups 3 Balls + 2 Ribbons).
- 1996 بودابست  المجر:  ميدالية فضية في مسابقة الفرق (Team All-around).
- 1996 بودابست  المجر:  ميدالية ذهبية في فئة 3 كرات + شريطيْن (Groups 3 Balls + 2 Ribbons).

### بطولة أوروبا للجمباز الإيقاعي
- 1995 براغ  جمهورية التشيك:  ميدالية برونزية في مسابقة الفرق (Team All-around).
- 1995 براغ  جمهورية التشيك:  ميدالية برونزية في فئة 5 أطواق (Groups 5 Hoops).
- 1995 براغ  جمهورية التشيك:  ميدالية فضية في فئة 3 كرات + شريطيْن (Groups 3 Balls + 2 Ribbons).